# Xã South Centre, Quận Columbia, Pennsylvania
Xã South Centre (tiếng Anh: South Centre Township) là một xã thuộc quận Columbia, tiểu bang Pennsylvania, Hoa Kỳ. Năm 2010, dân số của xã này là 1.937 người.